# Roadrunners de Montréal
Les Roadrunners de Montréal étaient un club de roller-hockey, basé dans la ville québécoise de Montréal. C'est en 1994 que les Roadrunners ont rejoint la Roller Hockey International. Ils jouaient leurs matchs locaux au Forum de Montréal. Toutefois, lorsque les Canadiens de Montréal ont aménagé au Centre Molson, les Roadrunners les ont suivis. Ils portaient un uniforme rouge, gris, blanc et noir.
L'ancien joueur des Capitals de Washington, Bob Sirois, était le président de l'équipe lors de sa création. 
L'ancien joueur des Canadiens de Montréal, Yvan Cournoyer, a été entraîneur de l'équipe.
Francis Bouillon, ancien défenseur du Canadien de Montréal, a joué avec les Roadrunners durant la saison 1996.

## Performances de l'équipe
À leur première saison, en 1994, les Roadrunners de Montréal finissent quatrième de l'association de l'est pour se qualifier pour les séries éliminatoires et affichent l'une des meilleures moyennes d'assistance avec 6 690 personnes par partie. En séries, ils sont éliminés par la formation de Buffalo. Ils étaient menés par les attaquants Guy Rouleau et Real Godin.
L'année suivante, la formation montréalaise connaît encore plus de succès en affichant une fiche de 15 victoires, 6 défaites et 3 défaites en prolongation. Elle domine l'association de l'est, mais s'incline en finale des séries contre les surprenants Rhinos de San José.
En 1996, à sa quatrième année d'existence, la ligue connaît ses premières difficultés et passe de 24 à 18 équipes. Malgré une fiche de 14 victoires, 11 défaites et 3 défaites en prolongation, l'équipe montréalaise termine troisième de la division centrale et est exclue des séries en vertu du nouveau format des séries.
En 1997, l'équipe joue sa dernière saison dans la métropole québécoise. La ligue avait de plus en plus de problèmes, et il ne restait que 10 équipes. Les Roadrunners connaissent leur première saison sous 500 avec 9 gains contre 10 revers. Les assistances en souffrent avec une moyenne de 4 437 spectateurs par match. Toutefois, en vertu d'un autre changement dans le format des séries, Montréal atteint les séries, mais en est vite écartée. Avec le départ de Guy Rouleau, c'était Martin Lacroix qui menait l'attaque de l'équipe. À la suite de cette saison, l'équipe met fin à ses opérations. Quant à la ligue, elle revient en 1999, après une année de pause, mais sans succès, car ce sera la dernière année de la Roller Hockey International.
En 2006, une nouvelle ligue voit le jour aux États-Unis et porte le nom Major League Roller Hockey.